# Saíra-galega
Tangará-de-dorso-amarelo ou saíra-galega (Hemithraupis flavicollis) é uma espécie de ave da família Thraupidae.
Pode ser encontrada nos seguintes países: Bolívia, Brasil, Colômbia, Equador, Guiana Francesa, Guiana, Panamá, Peru, Suriname e Venezuela. Seus habitats naturais são: florestas subtropicais ou tropicais húmidas de baixa altitude e florestas secundárias altamente degradadas.

## Subspecies
- H. f. flavicollis - (Vieillot, 1818)
- H. f. ornata - (Nelson, 1912)
- H. f. albigularis - (Sclater, 1855)
- H. f. peruana - (Bonaparte, 1851)
- H. f. aurigularis - (Cherrie, 1916)
- H. f. hellmayri - (Berlepsch, 1912)
- H. f. sororia - (Zimmer, 1947)
- H. f. centralis - (Hellmayr, 1907)
- H. f. obidensis - (Parkes, Humphrey, 1963)
- H. f. melanoxantha - (Lichtenstein, 1823)
- H. f. insignis - (Sclater, 1856)